# Leif Dahlgren
Leif Dahlgren   (Lund, 6 de febrer de 1906 - Askim, 16 d'abril de 1998) va ser un atleta suec que va competir durant la dècada de 1930.
El 1936 va disputar els Jocs Olímpics d'Estiu de Berlín, on disputà la prova del decatló del programa d'atletisme. En el seu palmarès destaca una medalla de plata al Campionat d'Europa d'atletisme de 1934, rere Hans-Heinrich Sievert. Fou campió suec de pentatló (1932, 1933, 1935, 1936), decatló (1931–34), salt de llargada aturat (1933 i 1935) i 400 metres tanques (1934).

## Millors marques
- Decatló. 7.811,835 (1933)
- 400 metres tanques. 54.7" (1935)[4]